# Sainte-Suzanne-sur-Vire
Sainte-Suzanne-sur-Vire är en kommun i departementet Manche i regionen Normandie i norra Frankrike. Kommunen ligger i kantonen Saint-Lô-Est som tillhör arrondissementet Saint-Lô. År 2022 hade Sainte-Suzanne-sur-Vire 694 invånare.

## Befolkningsutveckling
Antalet invånare i kommunen Sainte-Suzanne-sur-Vire
| Referens: INSEE |